# Edogawa Rampo
Edogawa Rampo (vlastním jménem Taró Hirai; 21. října 1894 – 28. července 1965) byl japonský spisovatel, který hrál velkou roli v rozvoji japonské detektivky. V mnoha jeho textech vystupuje detektiv Kogoro Akeči, který později vede skupinu mladých detektivů zvanou Chlapecký detektivní klub.
Ranpo byl obdivovatelem západních autorů detektivek, zejména Edgara Allana Poea. Jeho pseudonym je pozměněným přepisem Poeova jména. Dalšími autory, kteří na něj měli velký vliv, byli Arthur Conan Doyle, kterého se během svých studií studenta na univerzitě Waseda pokoušel překládat do japonštiny, a japonský spisovatel Ruikó Kuroiwa.